# Sijtse Jansma
Sijtse Jansma (Leeuwarden, Frísia, 22 de maig de 1898 – Amsterdam, 4 de desembre de 1977) va ser un esportista neerlandès que va competir a començaments del segle xx. Especialista en el joc d'estirar la corda, guanyà la medalla de plata als Jocs Olímpics de 1920 a Anvers.